# Europa Cup i ishockey 1972-73
Europa Cup 1972-73 var den ottende udgave af Europa Cup'en i ishockey, arrangeret af International Ice Hockey Federation, og turneringen med deltagelse af 16 hold blev spillet i perioden fra oktober 1972 til 20. august 1974.
Turneringen blev vundet af HK CSKA Moskva fra Sovjetunionen, som for anden sæson i træk i finalen besejrede Brynäs IF fra Sverige. Det samlede resultat af de to finaler blev 18-4. Det var femte sæson i træk, at turneringen blev vundet af HK CSKA Moskva.

## Format og hold
De nationale mestre i sæsonen 1971-72 i IIHF's medlemslande i Europa kunne deltage i turneringen, sammen med den forsvarende mester, HK CSKA Moskva. Turneringen blev afviklet som en cupturnering, hvor hvert opgør blev spillet over to kampe, idet holdene mødtes på både hjemme- og udebane. Opgørene blev afgjort i form at summen af de to resultater, og hvis stillingen var uafgjort, blev opgøret afgjort i straffeslagskonkurrence umiddelbart efter den anden kamp.
| - SG Cortina - EC Klagenfurter AC - Tilburg Trappers - Düsseldorfer EG - Chamonix HC - HC La Chaux-de-Fonds - Hasle-Løren IL - Ferencvárosi TC | - HK CSKA Sofia - Podhale Nowy Targ - HK Olimpija Ljubljana - SG Dynamo Weißwasser - Tampereen Ilves - ASD Dukla Jihlava - Brynäs IF - HK CSKA Moskva (forsvarende mester) |

## Resultater

### Første runde
| Datoer | Datoer | Hjemmehold i 1.kamp   | Hjemmehold i 2.kamp  | Total | 1.kamp       | 2.kamp       |
| ------ | ------ | --------------------- | -------------------- | ----- | ------------ | ------------ |
| 10.10. | 11.10. | EC Klagenfurter AC    | SG Dynamo Weißwasser | 5−19  | 2−10         | 3−9          |
|        |        | Düsseldorfer EG       | Chamonix HC          | 14−8  | 11−5         | 5−3          |
|        |        | HK Olimpija Ljubljana | HK CSKA Sofia        | 7−7   | 2−2          | 5−5          |
| 10.10. |        | Tilburg Trappers      | SG Cortina           | 11−4  | 5−1          | 6−3          |
| 10.10. |        | Hasle-Løren IL        | Podhale Nowy Targ    | 5−11  | 2−5          | 3−6          |
|        |        | Ferencvárosi TC       | HC La Chaux-de-Fonds | w.o.  | Ikke spillet | Ikke spillet |

### Anden runde
| Datoer | Datoer | Hjemmehold i 1.kamp   | Hjemmehold i 2.kamp  | Total | 1.kamp       | 2.kamp       |
| ------ | ------ | --------------------- | -------------------- | ----- | ------------ | ------------ |
|        |        | Tilburg Trappers      | Düsseldorfer EG      | 4−15  | 3−7          | 1−8          |
|        |        | Podhale Nowy Targ     | SG Dynamo Weißwasser | 4−12  | 4−3          | 0−9          |
|        | 29.11. | HK Olimpija Ljubljana | Ferencvárosi TC      | 8−6   | 3−0          | 5−6          |
|        |        | ASD Dukla Jihlava     | Tampereen Ilves      | w.o.  | Ikke spillet | Ikke spillet |

### Kvartfinaler
| Datoer | Datoer | Hjemmehold i 1.kamp | Hjemmehold i 2.kamp   | Total | 1.kamp | 2.kamp |
| ------ | ------ | ------------------- | --------------------- | ----- | ------ | ------ |
| 15.12. | 17.12. | ASD Dukla Jihlava   | SG Dynamo Weißwasser  | 5−5   | 2−4    | 3−1    |
|        |        | Düsseldorfer EG     | HK Olimpija Ljubljana | 8−5   | 5−3    | 3−2    |

### Semifinaler
I semifinalerne trådte den foregående sæsons finalister, HK CSKA Moskva og Brynäs IF, ind i turneringen. Kampene blev spillet i september-oktober 1973.
| Datoer | Datoer | Hjemmehold i 1.kamp | Hjemmehold i 2.kamp | Total | 1.kamp | 2.kamp |
| ------ | ------ | ------------------- | ------------------- | ----- | ------ | ------ |
| 5.9.   | 14.9.  | Brynäs IF           | Düsseldorfer EG     | 9−5   | 7−3    | 2−2    |
| 4.10.  | 6.10.  | HK CSKA Moskva      | ASD Dukla Jihlava   | 9−1   | 6−0    | 3−1    |

### Finale
Finalekampene blev spillet den 20. november 1973 og 20. august 1974.
| Datoer | Datoer | Hjemmehold i 1.kamp | Hjemmehold i 2.kamp | Total | 1.kamp | 2.kamp |
| ------ | ------ | ------------------- | ------------------- | ----- | ------ | ------ |
| 20.11. | 20.8.  | Brynäs IF           | HK CSKA Moskva      | 4−18  | 2−6    | 2−12   |